# قائمة تشغيل زوي غير العادية
قائمة تشغيل زوي غير العادية (بالإنجليزية: Zoey's Extraordinary Playlist)‏ هو مسلسل تلفزيوني كوميدي درامي موسيقي أمريكي صنعه أوستن وينسبيرج وعُرض لأول مرة في 7 يناير 2020 على شبكة إن بي سي.

## روابط خارجية
- قائمة تشغيل زوي غير العادية على موقع IMDb (الإنجليزية)
- قائمة تشغيل زوي غير العادية على موقع روتن توميتوز (الإنجليزية)
- قائمة تشغيل زوي غير العادية على موقع ميوزك برينز (الإنجليزية)
- قائمة تشغيل زوي غير العادية على موقع كينوبويسك (الروسية)
- قائمة تشغيل زوي غير العادية على موقع ألو سيني (الفرنسية)
- قائمة تشغيل زوي غير العادية على موقع ميوزك برينز (الإنجليزية)
- قائمة تشغيل زوي غير العادية على موقع قاعدة بيانات الفيلم (الإنجليزية)